# Il sergente nella neve
Il sergente nella neve è il racconto autobiografico del 1953 scritto da Mario Rigoni Stern. Si tratta della cronaca dell'esperienza personale vissuta dall'autore durante il servizio come sergente maggiore dei reparti mitraglieri nel battaglione "Vestone" dell'ARMIR nel corso della Ritirata di Russia nel gennaio 1943. Al suo apparire, il lavoro ha meritato il Premio Viareggio per l'Opera Prima.
Dal libro è stata tratta la sceneggiatura per un film, mai realizzato, ad opera del regista Ermanno Olmi e dello stesso Mario Rigoni Stern.

## Trama
(Domanda rivolta spesso dall'alpino Giuanin all'autore)
Inverno 1942. In un caposaldo sul fiume Don, i mitraglieri si difendono dal fuoco dei cecchini russi, da brevi incursioni nemiche e da aspri combattimenti, risolti in genere a colpi di mortaio. Ogni recluta riceve e spedisce periodicamente posta da parte o per conto dei parenti e, nel periodo di Natale, anche biglietti di auguri, cartoline, stecche di sigarette e bottiglie di cognac. A seguito di un'offensiva russa e della conseguente rottura del fronte di guerra, per evitare di subire l'accerchiamento dalle truppe nemiche, giunge l'ordine del ripiegamento: i plotoni vengono suddivisi in squadre, che a turno devono abbandonare il caposaldo e coprire le spalle alla squadra successiva in partenza. Tutto procede a gonfie vele, e i russi, del tutto ignari della ritirata degli alpini, seguitano ad attaccare il caposaldo. Quando però arriva il momento per Rigoni Stern di lasciare il caposaldo con la sua squadra, rimane di colpo stordito. Prima di abbandonare il fortino, scarica alcuni caricatori di un mitragliatore e lancia delle granate in segno di disperazione.
La colonna in ritirata si riversa così nelle gelide steppe russe, nella speranza di tenere lontana l'Armata Rossa. Durante il tragitto, Rigoni incontra il cugino Adriano. Rigoni, abnegante e altruista, offre spesso il proprio supporto ai compagni durante una camminata nella neve, aiutandoli ad attraversare il tratto senza sprofondare. Giungono quindi in un villaggio, nelle isbe, e riposano cercando di riscaldarsi e di prendere sonno. Assaltano un villaggio e con l'ausilio dei Panzer tedeschi riescono in breve ad occuparlo. Lasciato il villaggio e ripresa la dura sodaglia della steppa, i militari vengono sorpresi da una nuova battaglia, che contrappone T-34 russi a Tiger tedeschi, che con le loro cannonate illuminano il cupo cielo invernale. Sgominati i russi, gli alpini raggiungono un grosso fienile, che d'improvviso si apre, dal quale escono decine di prigionieri italiani, liberati dalle milizie russe messe in fuga. In sostituzione al tenente rimasto ferito, è assegnato al plotone di Rigoni un nuovo ufficiale, dal temperamento rigido e intransigente. Rigoni, insoddisfatto della sua gestione, chiede al capitano che il neo-tenente venga trasferito in un altro plotone, con successo. La marcia prosegue lunga ed estenuante. La sera, è possibile scorgere all'orizzonte tanti villaggi in fiamme, anche molto distanti l'uno dall'altro, mentre l'aria è attraversata continuamente da rumori di spari. Si vedono inoltre scheletri di case e di granai anneriti dagli incendi e sempre più corpi abbandonati al gelo invernale.
Il 26 gennaio 1943 Rigoni combatte contro i russi giorno e notte con Adriano, il quale spara alla mitraglietta. Dopo l'ennesima marcia stremante, giunge in un villaggio, dove in un'isba mangia in compagnia di un gruppo di soldati dell’Armata Rossa. Il suo piede è ferito, ha una piaga dolorosa e ciò gli rende il cammino tanto difficile che si vede costretto a usare un bastone a mo' di gruccia. Raggiunge in ogni caso la colonna in marcia. Tra i soldati rincontra Romeo, un compagno già conosciuto al corso dei rocciatori. Dopo lunghe marce riesce, ad ogni modo, insieme ai suoi compagni ancora vivi ad uscire dalla sacca e a raggiungere finalmente un caposaldo tedesco, aspettando il treno per l'Italia si ferma in un'isba dove si lava, si medica e dorme per due interi giorni con il canto dolce di una ragazza russa. Procedendo nel cammino verso casa, approda in Bielorussia, dove il cammino viene agevolato dall'arrivo della primavera.

## Stile
Il racconto può essere nettamente diviso in due parti distinte e contrapposte: il "caposaldo" e la "sacca". Nella prima parte, ambientata nelle postazioni difensive italiane sul fiume Don e contraddistinta da un forte immobilismo, il protagonista narra della situazione disagiata dei soldati italiani, che faticano a trovare cibo e persino a comunicare tra loro. Questo senso di incomunicabilità raggiunge il culmine quando, abbandonati da tutti, si accingono a lasciare per sempre il caposaldo. Rigoni comprende la più ruggente, distruttiva comunicabilità dei ricordi, delle memorie destinate a rimanere in quel luogo senza che nessuno se ne curi, e per tale ragione, attanagliato da un oscuro sentimento di rabbia, inizia a sparare e lanciare granate a vuoto.
La seconda parte, la "sacca", è segnata da un notevole senso di movimento, che occorre nel descrivere l'estenuante marcia degli alpini, non priva di pericoli e insidie, e in continua progressione per scampare alla morsa che le truppe russe tendono a quelle italiane. La marcia è scandita da un'andatura sonnambolica, ripetitiva.
L'intensità descrittiva di certi brani, poi, non conosce uguali nella letteratura italiana del dopoguerra: la crosta di formaggio rosicchiata nel sangue delle gengive; i vigliacchi che cercano riparo nelle case dei contadini russi; la marcia dei soldati senza più armi né munizioni, sull'orlo del tracollo e del congelamento.

## Influenza culturale
- I Mercanti di Liquore hanno tratto dal racconto la canzone omonima, incisa nell'album Sputi scritto con Marco Paolini, il quale ha tratto dal libro una pièce teatrale, dal titolo Il sergente.
- Elio Vittorini - curatore della collana I gettoni per la casa editrice Einaudi nella quale apparve Il sergente nella neve - infastidito dalla presenza di molti localismi linguistici del testo, impose all'autore di riscrivere più volte il racconto. Nel risvolto di copertina, scrisse che «Mario Rigoni Stern non è scrittore di vocazione» e definì il libro «una piccola anabasi dialettale».

## Edizioni
- Il sergente nella neve. Ricordi della ritirata di Russia, Collana I gettoni n. 16, Torino, Giulio Einaudi Editore, 1953. ristampa anastatica fuori commercio, Einaudi, 2003.
- Il sergente nella neve, Collana I coralli n. 149, Einaudi, 1962. Collana Nuovi Coralli, Einaudi, 1972.
- Il sergente nella neve. Ritorno sul Don, Collana Einaudi Tascabili, Einaudi, 1990.
- Il sergente nella neve, illustrazioni di Roberto Innocenti, Collana Storie e rime, Einaudi Ragazzi, 2001, ISBN 978-88-7926-359-7.
- Il sergente nella neve, postfazione di Eraldo Affinati, Collana Supercoralli.Serie i classici contemporanei, Einaudi, 2001.  Collezione Premio Strega, UTET, 2006.
- Il sergente nella neve, prefazione di Alessio Altichieri, Collana I Grandi Romanzi Italiani n. 45, Milano, RCS Quotidiani, 2003, ISBN 88-7433-484-2.
- Ermanno Olmi e Mario Rigoni Stern, Il sergente nella neve. La sceneggiatura, a cura di Gian Piero Brunetta, Collana Supercoralli, Einaudi, 2008, ISBN 978-88-06-19475-8.